# 3-Méthyltritriacontane
Le 3-méthyltritriacontane est un hydrocarbure saturé isomère du tétratriacontane. Il a donc pour formule brute C34H70.
L'atome de carbone C3 est asymétrique, cette molécule se présente donc sous la forme d'une paire d'énantiomères :
- (3R)-3-méthyltritriacontane, numéro CAS ?
- (3S)-3-méthyltritriacontane, numéro CAS ?